# Hypogrammodes numerica
Hypogrammodes numerica är en fjärilsart som beskrevs av Walker. Hypogrammodes numerica ingår i släktet Hypogrammodes och familjen nattflyn. Inga underarter finns listade i Catalogue of Life.